# Chlorogensäure
Chlorogensäure ist ein Naturstoff, der in zahlreichen Pflanzen vorkommt; chemisch gesehen ist sie ein Ester der Kaffeesäure mit der Chinasäure als alkoholischer Komponente. Den Namen Chlorogensäure erhielt sie aufgrund einer intensivgrünen Färbung der ammoniakalischen Lösung.

## Vorkommen

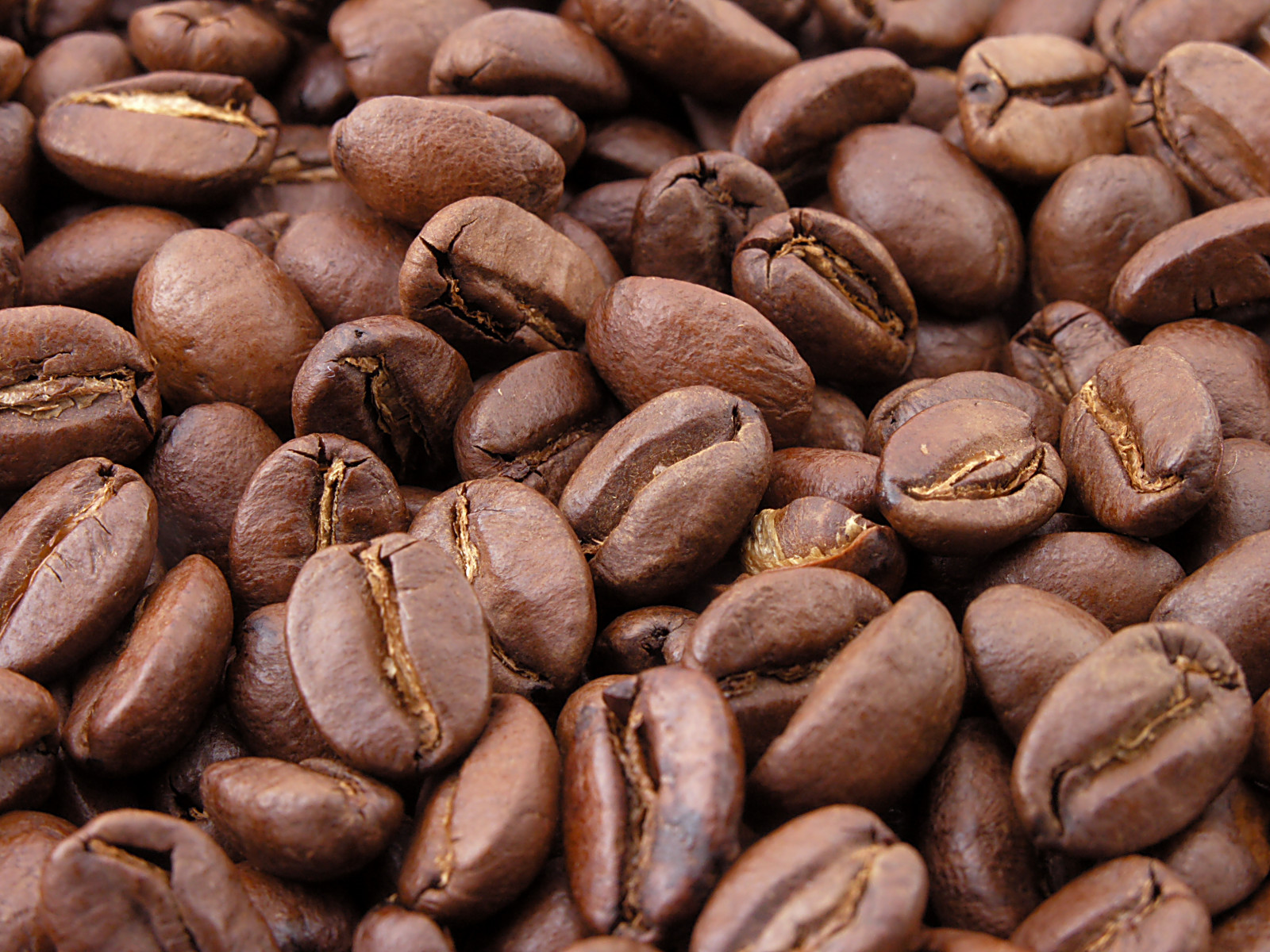
Hell geröstete Kaffeebohnen

Besonders bekannt ist sie als Inhaltsstoff des Kaffees, in dem ein Gehalt von bis zu 8,8 % im Rohkaffee gefunden wird. 100 g Röstkaffee enthalten ca. 3,5 g Chlorogensäure. Daneben findet sie sich auch in zahlreichen Pflanzengattungen wie Chrozophora, Chinarindenbäumen (Cinchona), Skabiosen, Baldrianen (Valeriana officinalis), Sonnenblumen (Helianthus annuus), Greiskräutern (Senecio) und Johanniskräutern (Hypericum), Heidelbeeren (Vaccinium corymbosum, Vaccinium myrtillus), Äpfeln (Malus domestica), Weintrauben (Vitis vinifera), Schwarzem Holunder (Sambucus nigra) sowie in der Weiß-Tanne (Abies alba), im Japanischen Geißblatt (Lonicera japonica), in Weißdornen (Crataegus), in Zitronenmelisse (Melissa officinalis), in der Artischocke (Cynara cardunculus), in der Walnuss (Juglans regia), im Roten Sonnenhut (Echinacea), in Kartoffeln (Solanum tuberosum) und in der Brennnessel (Urtica dioica).

## Eigenschaften
Chlorogensäure bildet als Polyphenol Komplexe. Ihre Komplexe mit Eisen(III)-ionen sind schwarz gefärbt. Dies kann zu entsprechenden Verfärbungen von chlorogensäurehaltigen Gemüsen führen, etwa beim Kochen von Kartoffeln in Töpfen aus Eisen. Erwünscht ist der Effekt bei der Herstellung von Mooskuchen. Dessen Belag färbt sich grün, weil die im aufgestreuten Kaffee enthaltene Chlorogensäure mit dem Eiweiß des Belags reagiert. Diese Grünfärbung in alkalischer Lösung ist sehr wahrscheinlich der Namensursprung von Chlorogen (altgriechisch χλωρός chlōrós „hellgrün“ und -gen).

## Biologische Effekte
Chlorogensäure zeigte in verschiedenen Studien Effekte auf biologische Systeme. Dabei ist zu beachten, dass es sich hierbei zwar um durch wissenschaftliche Studien belegte Wirkungen handelt, diese jedoch nicht als arzneiliche Wirkungen verstanden werden dürfen. Hierfür wären erheblich umfangreichere Untersuchungen nötig.
Chlorogensäure ist ein bekanntes Antioxidans und ihre Isomere schützen die DNA vor Schäden, ein Effekt, der im Zellversuch sogar wirksam gegen Schäden durch ionisierende Strahlung war.
Sie verlangsamt nach einer Mahlzeit die Aufnahme von Zucker ins Blut.
Dies unterstützt die Beobachtung, dass Chlorogensäure im Tiermodell einen antidiabetischen Effekt zeigte.
Außerdem wurde ein blutdrucksenkender Effekt bei gesunden Menschen entdeckt.
Chlorogensäure hemmt die Plättchenaggregation (Blutgerinnung).
Im Tierversuch an Schweizer Mäusen (Labormausstamm) wurde an verschiedenen Magengeschwürmodellen eine positive Wirkung nachgewiesen.
Es konnte gezeigt werden, dass Chlorogensäure dazu im Stande ist, Leberentzündungen zu hemmen.
Im Zellmodell wurde nachgewiesen, dass Chlorogensäure die Apoptose (den programmierten Zelltod) bei Krebszellen auslösen kann.
Außerdem wurde entdeckt, dass sehr hohe Dosen an Chlorogensäure (ca. 10-mal so viel wie in üblichen Nahrungsergänzungsmitteln enthalten ist) den Homocysteinspiegel im Blut anheben können. Homocystein gilt als wichtiger Risikofaktor für Herz-Kreislauferkrankungen.

### Chlorogensäure im Kaffee
Chlorogensäure wird unter anderem für Beschwerden bei magenempfindlichen Kaffeetrinkern verantwortlich gemacht, weshalb der Chlorogensäuregehalt durch spezielle Röstverfahren reduziert wird. Hierbei wird durch langsame, rund zwanzigminütige Röstung bei Temperaturen um 200 °C mehr Chlorogensäure abgebaut als durch eine schnelle, zwei- bis achtminütige industrielle Röstung bei Temperaturen von bis 700 °C. Gegen Chlorogensäure als Hauptursache für Magenreizungen spricht allerdings, dass sie bei Tierversuchen Magengeschwüre gebessert hat und andere chlorogensäurehaltige Nahrungsmittel keine Magenbeschwerden verursachen.
Die thermische Zersetzung der Chlorogensäure ist zeit- und temperaturabhängig und beginnt bei 135 °C. Bis zu einer Temperatur von 250 °C werden zunächst zwei Moleküle Wasser aus der Chinasäure-Einheit abgespalten, bis zu einer Temperatur von 260 °C dann ein weiteres Wassermolekül. Dadurch wandelt sich die Chinasäure in m-Hydroxybenzoesäure um, wobei die Esterbindung mit der Kaffeesäure erhalten bleibt.
| Chlorogensäuregehalt in Bohnen in Abhängigkeit von der Röstung (Gew.-%) | Chlorogensäuregehalt in Bohnen in Abhängigkeit von der Röstung (Gew.-%) | Chlorogensäuregehalt in Bohnen in Abhängigkeit von der Röstung (Gew.-%) | Chlorogensäuregehalt in Bohnen in Abhängigkeit von der Röstung (Gew.-%) | Chlorogensäuregehalt in Bohnen in Abhängigkeit von der Röstung (Gew.-%) |
| ----------------------------------------------------------------------- | ----------------------------------------------------------------------- | ----------------------------------------------------------------------- | ----------------------------------------------------------------------- | ----------------------------------------------------------------------- |
| Sorte                                                                   | Röstgrad                                                                | Röstgrad                                                                | Röstgrad                                                                | Röstgrad                                                                |
| Sorte                                                                   | roh                                                                     | hell                                                                    | mittel                                                                  | dunkel                                                                  |
| Arabica                                                                 | 6,9 %                                                                   | 2,7 %                                                                   | 2,2 %                                                                   | 0,2 %                                                                   |
| Robusta                                                                 | 8,8 %                                                                   | 3,5 %                                                                   | 2,1 %                                                                   | 0,2 %                                                                   |